# Preixana
Preixana – gmina w Hiszpanii, w prowincji Lleida, w Katalonii, o powierzchni 21,33 km². W 2011 roku gmina liczyła 410 mieszkańców.